# Mistrzostwa Europy w Piłce Ręcznej Kobiet 2014 (eliminacje)
Kwalifikacje do Mistrzostw Europy w Piłce Ręcznej Kobiet 2014 miały na celu wyłonienie żeńskich reprezentacji narodowych w piłce ręcznej, które wystąpiły w finałach tego turnieju.

## Informacje ogólne
Turniej finałowy organizowanych przez EHF mistrzostw Europy odbędzie się w Chorwacji i na Węgrzech w grudniu 2014 roku i weźmie w nim udział szesnaście drużyn. Zgłoszenia chętnych do udziału zespołów EHF przyjmował od 6 lutego do 8 marca 2013 roku. Zespoły miały rywalizować w siedmiu grupach eliminacyjnych, z których awans do turnieju głównego uzyskają dwie czołowe, a w razie konieczności przed fazą grupową miała zostać rozegrana faza preeliminacyjna.
Z uwagi na fakt, iż chęć udziału w tym turnieju wyraziło dwadzieścia osiem reprezentacji, z których automatycznie do mistrzostw zakwalifikowały się obie drużyny pełniące rolę gospodarzy, zbędna okazała się zaplanowana na 31 maja – 2 czerwca 2013 roku faza preeliminacyjna. Eliminacje dla dwudziestu sześciu pozostałych reprezentacji rozpoczęły się zatem 23 października tego roku. Drużyny te zostały podzielone na pięć czterozespołowych i dwie trzyzespołowe grupy, które rywalizują systemem ligowym, a do turnieju finałowego Mistrzostw Europy awansują dwie czołowe z każdej grupy. Termin i procedura losowania grup zostały ustalone przez gospodarzy zawodów, a zespoły zostały rozstawione według przygotowanego rankingu EHF.
Reprezentacje rywalizowały systemem kołowym podzielone na siedem grup – pięć czterozepołowych i dwie liczące po trzy zespoły. Zwycięzcy grup oraz drużyny z drugiego miejsca uzyskały awans do turnieju finałowego Mistrzostw Europy. Mecze odbywały się w sześciu terminach:
- Runda 1: 23–24 października 2013
- Runda 2: 26–27 października 2013
- Runda 3: 26–27 marca 2014
- Runda 4: 29–30 marca 2014
- Runda 5: 11–12 czerwca 2014
- Runda 6: 14–15 czerwca 2014.

Wszystkie spotkania były opublikowane w Internecie i dostępne jako wideo na życzenie, przy czym część z nich była transmitowana na żywo.
Przed rozpoczęciem eliminacji EHF opublikowała profile uczestniczących w nich zespołów.

## Zakwalifikowane zespoły
| Kraj       | Strefa kwalifikacyjna                | Mistrzostwa 2012 |
| ---------- | ------------------------------------ | ---------------- |
| Chorwacja  | Gospodarz                            | 13. miejsce      |
| Węgry      | Gospodarz                            | 3. miejsce       |
| Dania      | 1. miejsce w 1. grupie eliminacyjnej | 5. miejsce       |
| Ukraina    | 2. miejsce w 1. grupie eliminacyjnej | 14. miejsce      |
| Francja    | 1. miejsce w 2. grupie eliminacyjnej | 9. miejsce       |
| Słowacja   | 2. miejsce w 2. grupie eliminacyjnej | –                |
| Czarnogóra | 1. miejsce w 3. grupie eliminacyjnej | 1. miejsce       |
| Polska     | 2. miejsce w 3. grupie eliminacyjnej | –                |
| Hiszpania  | 1. miejsce w 4. grupie eliminacyjnej | 11. miejsce      |
| Holandia   | 2. miejsce w 4. grupie eliminacyjnej | –                |
| Szwecja    | 1. miejsce w 5. grupie eliminacyjnej | 8. miejsce       |
| Serbia     | 2. miejsce w 5. grupie eliminacyjnej | 4. miejsce       |
| Norwegia   | 1. miejsce w 6. grupie eliminacyjnej | 2. miejsce       |
| Rumunia    | 2. miejsce w 6. grupie eliminacyjnej | 10. miejsce      |
| Niemcy     | 1. miejsce w 7. grupie eliminacyjnej | 7. miejsce       |
| Rosja      | 2. miejsce w 7. grupie eliminacyjnej | 6. miejsce       |

## Losowanie grup
Losowanie grup odbyło się w węgierskim Veszprém 26 maja 2013 roku. Przed losowaniem zespoły zostały podzielone na cztery koszyki według rankingu ustalonego przez EHF.
| Koszyk 1   |
| ---------- |
| Norwegia   |
| Dania      |
| Czarnogóra |
| Francja    |
| Szwecja    |
| Rosja      |
| Hiszpania  |

| Koszyk 2 |
| -------- |
| Rumunia  |
| Serbia   |
| Niemcy   |
| Islandia |
| Holandia |
| Ukraina  |
| Czechy   |

| Koszyk 3           |
| ------------------ |
| Macedonia Północna |
| Turcja             |
| Słowenia           |
| Polska             |
| Austria            |
| Białoruś           |
| Słowacja           |

| Koszyk 4   |
| ---------- |
| Szwajcaria |
| Portugalia |
| Włochy     |
| Litwa      |
| Finlandia  |

W wyniku transmitowanego w Internecie losowania wyłonionych zostało siedem grup:
| Grupa 1 | Grupa 2   | Grupa 3    | Grupa 4   | Grupa 5    | Grupa 6  | Grupa 7            |
| ------- | --------- | ---------- | --------- | ---------- | -------- | ------------------ |
| Dania   | Francja   | Czarnogóra | Hiszpania | Szwecja    | Norwegia | Rosja              |
| Ukraina | Islandia  | Czechy     | Holandia  | Serbia     | Rumunia  | Niemcy             |
| Austria | Słowacja  | Polska     | Turcja    | Słowenia   | Białoruś | Macedonia Północna |
| Litwa   | Finlandia | Portugalia | Włochy    | Szwajcaria |          |                    |

## Faza grupowa

### Grupa 1
| 24 października 201318:00 | Ukraina | 30:27(11:15) | Litwa | Palace of Sports "Yunost", Zaporoże Widzów: 1400 Sędzia: Aghakishi, Aghakishi |
| 24 października 201318:00 |         | 30:27(11:15) |       | Palace of Sports "Yunost", Zaporoże Widzów: 1400 Sędzia: Aghakishi, Aghakishi |

| 24 października 201321:00 | Dania | 42:27(20:11) | Austria | Roskilde Hallerne, Roskilde Widzów: 1879 Sędzia: Gasmi, Gasmi |
| 24 października 201321:00 |       | 42:27(20:11) |         | Roskilde Hallerne, Roskilde Widzów: 1879 Sędzia: Gasmi, Gasmi |

| 27 października 201318:00 | Litwa | 31:38(12:21) | Dania | Cido Arena, Poniewież Widzów: 200 Sędzia: Gutowska, Lesiak |
| 27 października 201318:00 |       | 31:38(12:21) |       | Cido Arena, Poniewież Widzów: 200 Sędzia: Gutowska, Lesiak |

| 27 października 201320:25 | Austria | 34:28(18:12) | Ukraina | Sporthalle Krems, Krems an der Donau Widzów: 800 Sędzia: Ilieva, Karbeska |
| 27 października 201320:25 |         | 34:28(18:12) |         | Sporthalle Krems, Krems an der Donau Widzów: 800 Sędzia: Ilieva, Karbeska |

| 27 marca 201418:30 | Litwa | 28:31(13:13) | Austria | Cido Arena, Poniewież Widzów: 400 Sędzia: Năstase, Stancu |
| 27 marca 201418:30 |       | 28:31(13:13) |         | Cido Arena, Poniewież Widzów: 400 Sędzia: Năstase, Stancu |

| 29 marca 201421:15 | Dania | 28:26(17:11) | Ukraina | TRE-FOR Arena, Kolding Widzów: 1454 Sędzia: Freitas, Carvalho |
| 29 marca 201421:15 |       | 28:26(17:11) |         | TRE-FOR Arena, Kolding Widzów: 1454 Sędzia: Freitas, Carvalho |

| 29 marca 201420:25 | Austria | 32:22(19:11) | Litwa | Handball-Arena Rieden/Vorkloster, Bregencja Widzów: 1300 Sędzia: Andorka, Hucker |
| 29 marca 201420:25 |         | 32:22(19:11) |       | Handball-Arena Rieden/Vorkloster, Bregencja Widzów: 1300 Sędzia: Andorka, Hucker |

| 4 czerwca 201417:10 | Ukraina | 24:28(16:16) | Dania | Chemkostav Aréna, Michalovce Widzów: 900 Sędzia: Mandák, Rudinský |
| 4 czerwca 201417:10 |         | 24:28(16:16) |       | Chemkostav Aréna, Michalovce Widzów: 900 Sędzia: Mandák, Rudinský |

| 7 czerwca 201417:15 | Austria | 29:33(14:16) | Dania | Albert-Schultz Eishalle, Wiedeń Widzów: 4500 Sędzia: Opava, Válek |
| 7 czerwca 201417:15 |         | 29:33(14:16) |       | Albert-Schultz Eishalle, Wiedeń Widzów: 4500 Sędzia: Opava, Válek |

| 11 czerwca 201418:30 | Litwa | 25:36(12:15) | Ukraina | Žalgiris Arena, Kowno Widzów: 1301 Sędzia: Wyss, Zowa |
| 11 czerwca 201418:30 |       | 25:36(12:15) |         | Žalgiris Arena, Kowno Widzów: 1301 Sędzia: Wyss, Zowa |

| 15 czerwca 201416:00 | Dania | 35:27(21:12) | Litwa | Roskilde Hallerne, Roskilde Widzów: 1648 Sędzia: Vešović, Mitrović |
| 15 czerwca 201416:00 |       | 35:27(21:12) |       | Roskilde Hallerne, Roskilde Widzów: 1648 Sędzia: Vešović, Mitrović |

| 15 czerwca 201420:20 | Ukraina | 33:24(17:10) | Austria | Chemkostav Aréna, Michalovce Widzów: 550 Sędzia: Horváth, Márton |
| 15 czerwca 201420:20 |         | 33:24(17:10) |         | Chemkostav Aréna, Michalovce Widzów: 550 Sędzia: Horváth, Márton |

### Grupa 2
| 23 października 201319:30 | Islandia | 34:18(18:8) | Finlandia | Vodafonevöllur, Reykjavík Widzów: 550 Sędzia: Kijauskaite, Zaliene |
| 23 października 201319:30 |          | 34:18(18:8) |           | Vodafonevöllur, Reykjavík Widzów: 550 Sędzia: Kijauskaite, Zaliene |

| 24 października 201319:15 | Francja | 25:18(13:7) | Słowacja | Kindarena, Rouen Widzów: 4400 Sędzia: Laurell, Engberg |
| 24 października 201319:15 |         | 25:18(13:7) |          | Kindarena, Rouen Widzów: 4400 Sędzia: Laurell, Engberg |

| 27 października 201317:00 | Słowacja | 19:18(9:9) | Islandia | Mestská športová hala, Šaľa Widzów: 2500 Sędzia: Năstase, Stancu |
| 27 października 201317:00 |          | 19:18(9:9) |          | Mestská športová hala, Šaľa Widzów: 2500 Sędzia: Năstase, Stancu |

| 27 października 201318:30 | Finlandia | 13:27(8:17) | Francja | Energia Areena, Vantaa Widzów: 1529 Sędzia: Brunner, Salah |
| 27 października 201318:30 |           | 13:27(8:17) |         | Energia Areena, Vantaa Widzów: 1529 Sędzia: Brunner, Salah |

| 26 marca 201419:00 | Finlandia | 25:27(14:12) | Słowacja | Energia Areena, Vantaa Widzów: 600 Sędzia: Rakytina, Tkachuk |
| 26 marca 201419:00 |           | 25:27(14:12) |          | Energia Areena, Vantaa Widzów: 600 Sędzia: Rakytina, Tkachuk |

| 26 marca 201419:30 | Islandia | 21:27(11:15) | Francja | Laugardalshöllin, Reykjavík Widzów: 1323 Sędzia: Opava, Válek |
| 26 marca 201419:30 |          | 21:27(11:15) |         | Laugardalshöllin, Reykjavík Widzów: 1323 Sędzia: Opava, Válek |

| 29 marca 201417:30 | Francja | 24:19(10:13) | Islandia | Palais des Sports de Beaublanc, Limoges Widzów: 4500 Sędzia: Vujačić, Kazanegra |
| 29 marca 201417:30 |         | 24:19(10:13) |          | Palais des Sports de Beaublanc, Limoges Widzów: 4500 Sędzia: Vujačić, Kazanegra |

| 29 marca 201418:00 | Słowacja | 38:17(17:7) | Finlandia | Chemkostav Aréna, Michalovce Widzów: 2000 Sędzia: Čerņavskis, Bogdanovs |
| 29 marca 201418:00 |          | 38:17(17:7) |           | Chemkostav Aréna, Michalovce Widzów: 2000 Sędzia: Čerņavskis, Bogdanovs |

| 11 czerwca 201418:00 | Słowacja | 24:24(15:12) | Francja | Mestská športová hala, Šaľa Widzów: 2900 Sędzia: Jurinović, Mrvica |
| 11 czerwca 201418:00 |          | 24:24(15:12) |         | Mestská športová hala, Šaľa Widzów: 2900 Sędzia: Jurinović, Mrvica |

| 11 czerwca 201419:00 | Finlandia | 20:29(6:18) | Islandia | Sisu Arena, Karjaa Widzów: 400 Sędzia: Di Domenico, Fornasier |
| 11 czerwca 201419:00 |           | 20:29(6:18) |          | Sisu Arena, Karjaa Widzów: 400 Sędzia: Di Domenico, Fornasier |

| 15 czerwca 201414:45 | Islandia | 30:28(16:12) | Słowacja | Laugardalshöllin, Reykjavík Widzów: 975 Sędzia: Marić, Mašić |
| 15 czerwca 201414:45 |          | 30:28(16:12) |          | Laugardalshöllin, Reykjavík Widzów: 975 Sędzia: Marić, Mašić |

| 15 czerwca 201417:00 | Francja | 36:13(14:5) | Finlandia | Vendéspace, Mouilleron-le-Captif Widzów: 2200 Sędzia: Sa, Sa |
| 15 czerwca 201417:00 |         | 36:13(14:5) |           | Vendéspace, Mouilleron-le-Captif Widzów: 2200 Sędzia: Sa, Sa |

### Grupa 3
| 23 października 201318:00 | Czarnogóra | 25:21(11:11) | Polska | Sportski centar Morača, Podgorica Widzów: 3550 Sędzia: Mandák, Rudinský |
| 23 października 201318:00 |            | 25:21(11:11) |        | Sportski centar Morača, Podgorica Widzów: 3550 Sędzia: Mandák, Rudinský |

| 23 października 201318:00 | Czechy | 45:20(17:8) | Portugalia | Sportovní hala Most, Most Widzów: 1070 Sędzia: Florescu, Duţă |
| 23 października 201318:00 |        | 45:20(17:8) |            | Sportovní hala Most, Most Widzów: 1070 Sędzia: Florescu, Duţă |

| 27 października 201315:00 | Portugalia | 24:29(8:10) | Czarnogóra | Pavilhão Multidesportos Dr. Mário Mexia, Coimbra Widzów: 1000 Sędzia: Arntsen, Röen |
| 27 października 201315:00 |            | 24:29(8:10) |            | Pavilhão Multidesportos Dr. Mário Mexia, Coimbra Widzów: 1000 Sędzia: Arntsen, Röen |

| 27 października 201317:40 | Polska | 19:22(9:9) | Czechy | Hala Sportowo-Widowiskowa „Globus”, Lublin Widzów: 4300 Sędzia: Zotin, Volodkov |
| 27 października 201317:40 |        | 19:22(9:9) |        | Hala Sportowo-Widowiskowa „Globus”, Lublin Widzów: 4300 Sędzia: Zotin, Volodkov |

| 26 marca 201416:20 | Czechy | 23:24(10:11) | Czarnogóra | Sportovní hala Most, Most Widzów: 1100 Sędzia: Gatelis, Mažeika |
| 26 marca 201416:20 |        | 23:24(10:11) |            | Sportovní hala Most, Most Widzów: 1100 Sędzia: Gatelis, Mažeika |

| 26 marca 201421:00 | Portugalia | 17:24(7:11) | Polska | Pavilhão Municipal da Maia, Maia Widzów: 900 Sędzia: Laurell, Engberg |
| 26 marca 201421:00 |            | 17:24(7:11) |        | Pavilhão Municipal da Maia, Maia Widzów: 900 Sędzia: Laurell, Engberg |

| 30 marca 201416:00 | Czarnogóra | 25:22(12:11) | Czechy | Sportska dvorana Nikoljac, Bijelo Polje Widzów: 3000 Sędzia: Cohen, Peretz |
| 30 marca 201416:00 |            | 25:22(12:11) |        | Sportska dvorana Nikoljac, Bijelo Polje Widzów: 3000 Sędzia: Cohen, Peretz |

| 30 marca 201417:30 | Polska | 29:21(14:8) | Portugalia | Centrum Rekreacyjno-Sportowe, Zielona Góra Widzów: 5000 Sędzia: Hatipoğlu, Şimşek |
| 30 marca 201417:30 |        | 29:21(14:8) |            | Centrum Rekreacyjno-Sportowe, Zielona Góra Widzów: 5000 Sędzia: Hatipoğlu, Şimşek |

| 11 czerwca 201420:00 | Portugalia | 23:33(9:14) | Czechy | Pavilhão Desportivo, São Pedro do Sul Widzów: 1300 Sędzia: Aleksandar Pandžić, Ivan Mošorinski |
| 11 czerwca 201420:00 |            | 23:33(9:14) |        | Pavilhão Desportivo, São Pedro do Sul Widzów: 1300 Sędzia: Aleksandar Pandžić, Ivan Mošorinski |

| 11 czerwca 201420:20 | Polska | 22:25(11:10) | Czarnogóra | Hala Sportowa Częstochowa, Częstochowa Widzów: 6700 Sędzia: Năstase, Stancu |
| 11 czerwca 201420:20 |        | 22:25(11:10) |            | Hala Sportowa Częstochowa, Częstochowa Widzów: 6700 Sędzia: Năstase, Stancu |

| 14 czerwca 201411:25 | Czechy | 22:25(10:16) | Polska | Městská sportovní hala Vodova, Brno Widzów: 2500 Sędzia: Konjičanin, Konjičanin |
| 14 czerwca 201411:25 |        | 22:25(10:16) |        | Městská sportovní hala Vodova, Brno Widzów: 2500 Sędzia: Konjičanin, Konjičanin |

| 15 czerwca 201420:00 | Czarnogóra | 22:22(13:12) | Portugalia | Sportski centar Nikšić, Nikšić Widzów: 750 Sędzia: Pech, Vágvölgyi |
| 15 czerwca 201420:00 |            | 22:22(13:12) |            | Sportski centar Nikšić, Nikšić Widzów: 750 Sędzia: Pech, Vágvölgyi |

### Grupa 4
| 23 października 201319:30 | Holandia | 28:13(12:9) | Włochy | Topsportcentrum Rotterdam, Rotterdam Widzów: 2000 Sędzia: Pech, Vágvölgyi |
| 23 października 201319:30 |          | 28:13(12:9) |        | Topsportcentrum Rotterdam, Rotterdam Widzów: 2000 Sędzia: Pech, Vágvölgyi |

| 24 października 201320:00 | Hiszpania | 28:11(15:5) | Turcja | Palacio de los Deportes de León, León Widzów: 2000 Sędzia: Vesović, Mitrović |
| 24 października 201320:00 |           | 28:11(15:5) |        | Palacio de los Deportes de León, León Widzów: 2000 Sędzia: Vesović, Mitrović |

| 26 października 201320:00 | Włochy | 11:27(6:13) | Hiszpania | Palasport Giovanni Paolo II, Pescara Widzów: 900 Sędzia: Alpaidze, Berezkina |
| 26 października 201320:00 |        | 11:27(6:13) |           | Palasport Giovanni Paolo II, Pescara Widzów: 900 Sędzia: Alpaidze, Berezkina |

| 27 października 201318:00 | Turcja | 17:32(8:17) | Holandia | THF Spor Salonu, Ankara Widzów: 900 Sędzia: Bounouara, Sami |
| 27 października 201318:00 |        | 17:32(8:17) |          | THF Spor Salonu, Ankara Widzów: 900 Sędzia: Bounouara, Sami |

| 26 marca 201419:30 | Holandia | 27:22(17:12) | Hiszpania | Topsportcentrum Rotterdam, Rotterdam Widzów: 2000 Sędzia: Bonaventura, Bonaventura |
| 26 marca 201419:30 |          | 27:22(17:12) |           | Topsportcentrum Rotterdam, Rotterdam Widzów: 2000 Sędzia: Bonaventura, Bonaventura |

| 27 marca 201420:00 | Włochy | 21:22(11:13) | Turcja | Palazzetto dello Sport Santa Filomena, Chieti Widzów: 1000 Sędzia: Antić, Jakovljević |
| 27 marca 201420:00 |        | 21:22(11:13) |        | Palazzetto dello Sport Santa Filomena, Chieti Widzów: 1000 Sędzia: Antić, Jakovljević |

| 29 marca 201417:00 | Turcja | 23:21(10:9) | Włochy | THF Spor Salonu, Ankara Widzów: 550 Sędzia: Jørum, Stenhaugmo |
| 29 marca 201417:00 |        | 23:21(10:9) |        | THF Spor Salonu, Ankara Widzów: 550 Sędzia: Jørum, Stenhaugmo |

| 30 marca 201413:00 | Hiszpania | 29:22(16:14) | Holandia | Palacio de los Deportes de La Rioja, Logroño Widzów: 2518 Sędzia: Marić, Mašić |
| 30 marca 201413:00 |           | 29:22(16:14) |          | Palacio de los Deportes de La Rioja, Logroño Widzów: 2518 Sędzia: Marić, Mašić |

| 11 czerwca 201419:00 | Turcja | 16:27(6:13) | Hiszpania | THF Spor Salonu, Ankara Widzów: 350 Sędzia: Santos, Fonseca |
| 11 czerwca 201419:00 |        | 16:27(6:13) |           | THF Spor Salonu, Ankara Widzów: 350 Sędzia: Santos, Fonseca |

| 12 czerwca 201420:00 | Włochy | 20:24(10:13) | Holandia | Pala San Giacomo, Bari Widzów: 2000 Sędzia: Ilieva, Karbeska |
| 12 czerwca 201420:00 |        | 20:24(10:13) |          | Pala San Giacomo, Bari Widzów: 2000 Sędzia: Ilieva, Karbeska |

| 14 czerwca 201417:30 | Hiszpania | 27:19(14:10) | Włochy | Quijote Arena, Ciudad Real Widzów: 1900 Sędzia: Freitas, Carvalho |
| 14 czerwca 201417:30 |           | 27:19(14:10) |        | Quijote Arena, Ciudad Real Widzów: 1900 Sędzia: Freitas, Carvalho |

| 15 czerwca 201414:00 | Holandia | 37:21(18:12) | Turcja | Topsportcentrum Rotterdam, Rotterdam Widzów: 2000 Sędzia: Laurell, Engberg |
| 15 czerwca 201414:00 |          | 37:21(18:12) |        | Topsportcentrum Rotterdam, Rotterdam Widzów: 2000 Sędzia: Laurell, Engberg |

### Grupa 5
| 23 października 201318:00 | Serbia | 32:21(15:6) | Szwajcaria | Sportska hala, Vrnjačka Banja Widzów: 1200 Sędzia: Hatipoğlu, Şimşek |
| 23 października 201318:00 |        | 32:21(15:6) |            | Sportska hala, Vrnjačka Banja Widzów: 1200 Sędzia: Hatipoğlu, Şimşek |

| 23 października 201319:15 | Szwecja | 30:25(16:12) | Słowenia | Idrottens Hus, Helsingborg Widzów: 2139 Sędzia: Rakytina, Tkachuk |
| 23 października 201319:15 |         | 30:25(16:12) |          | Idrottens Hus, Helsingborg Widzów: 2139 Sędzia: Rakytina, Tkachuk |

| 27 października 201315:30 | Szwajcaria | 22:30(11:13) | Szwecja | Zürich Saalsporthalle, Zurych Widzów: 800 Sędzia: Panayides, Andreou |
| 27 października 201315:30 |            | 22:30(11:13) |         | Zürich Saalsporthalle, Zurych Widzów: 800 Sędzia: Panayides, Andreou |

| 27 października 201318:00 | Słowenia | 31:26(16:12) | Serbia | Hala Tivoli, Lublana Widzów: 800 Sędzia: Gubica, Milošević |
| 27 października 201318:00 |          | 31:26(16:12) |        | Hala Tivoli, Lublana Widzów: 800 Sędzia: Gubica, Milošević |

| 27 marca 201420:00 | Serbia | 25:25(14:14) | Szwecja | Sportska hala Jezero, Kragujevac Widzów: 3500 Sędzia: Stark, Ștefan |
| 27 marca 201420:00 |        | 25:25(14:14) |         | Sportska hala Jezero, Kragujevac Widzów: 3500 Sędzia: Stark, Ștefan |

| 27 marca 201420:00 | Szwajcaria | 22:24(13:14) | Słowenia | Frohberg Stäfa, Stäfa Widzów: 757 Sędzia: Martins, Martins |
| 27 marca 201420:00 |            | 22:24(13:14) |          | Frohberg Stäfa, Stäfa Widzów: 757 Sędzia: Martins, Martins |

| 30 marca 201417:30 | Słowenia | 30:29(15:16) | Szwajcaria | Športna dvorana Kodeljevo, Lublana Widzów: 1200 Sędzia: Gasmi, Gasmi |
| 30 marca 201417:30 |          | 30:29(15:16) |            | Športna dvorana Kodeljevo, Lublana Widzów: 1200 Sędzia: Gasmi, Gasmi |

| 30 marca 201418:15 | Szwecja | 18:18(9:10) | Serbia | Kristianstad Arena, Kristianstad Widzów: 2449 Sędzia: Alpaidze, Berezkina |
| 30 marca 201418:15 |         | 18:18(9:10) |        | Kristianstad Arena, Kristianstad Widzów: 2449 Sędzia: Alpaidze, Berezkina |

| 11 czerwca 201420:00 | Słowenia | 27:34(14:17) | Szwecja | Športna dvorana Kodeljevo, Lublana Widzów: 700 Sędzia: Schulze, Tönnies |
| 11 czerwca 201420:00 |          | 27:34(14:17) |         | Športna dvorana Kodeljevo, Lublana Widzów: 700 Sędzia: Schulze, Tönnies |

| 12 czerwca 201420:00 | Szwajcaria | 20:23(12:13) | Serbia | Frohberg Stäfa, Stäfa Widzów: 680 Sędzia: Rakytina, Tkachuk |
| 12 czerwca 201420:00 |            | 20:23(12:13) |        | Frohberg Stäfa, Stäfa Widzów: 680 Sędzia: Rakytina, Tkachuk |

| 15 czerwca 201413:00 | Szwecja | 36:17(18:6) | Szwajcaria | Scandinavium, Göteborg Widzów: 3506 Sędzia: Kijauskaite, Zaliene |
| 15 czerwca 201413:00 |         | 36:17(18:6) |            | Scandinavium, Göteborg Widzów: 3506 Sędzia: Kijauskaite, Zaliene |

| 15 czerwca 201420:00 | Serbia | 32:25(18:15) | Słowenia | Čair Sports Center, Nisz Widzów: 3200 Sędzia: Krkačev, Kolevski |
| 15 czerwca 201420:00 |        | 32:25(18:15) |          | Čair Sports Center, Nisz Widzów: 3200 Sędzia: Krkačev, Kolevski |

### Grupa 6
| 23 października 201318:00 | Rumunia | 23:25(10:11) | Norwegia | Sala Sporturilor Antonio Alexe, Oradea Widzów: 2500 Sędzia: Brehmer, Skowronek |
| 23 października 201318:00 |         | 23:25(10:11) |          | Sala Sporturilor Antonio Alexe, Oradea Widzów: 2500 Sędzia: Brehmer, Skowronek |

| 27 października 201316:15 | Norwegia | 30:18(14:9) | Rumunia | Sotra Arena, Bergen Widzów: 3200 Sędzia: Bonaventura, Bonaventura |
| 27 października 201316:15 |          | 30:18(14:9) |         | Sotra Arena, Bergen Widzów: 3200 Sędzia: Bonaventura, Bonaventura |

| 26 marca 201419:15 | Norwegia | 33:29(16:13) | Białoruś | Stavanger Idrettshall, Stavanger Widzów: 7140 Sędzia: Kijauskaite, Zaliene |
| 26 marca 201419:15 |          | 33:29(16:13) |          | Stavanger Idrettshall, Stavanger Widzów: 7140 Sędzia: Kijauskaite, Zaliene |

| 30 marca 201416:00 | Białoruś | 24:32(12:16) | Norwegia | Sport Complex Olympiets, Mohylew Widzów: 1450 Sędzia: Ilieva, Karbeska |
| 30 marca 201416:00 |          | 24:32(12:16) |          | Sport Complex Olympiets, Mohylew Widzów: 1450 Sędzia: Ilieva, Karbeska |

| 11 czerwca 201418:00 | Białoruś | 28:30(13:14) | Rumunia | Sport Complex Olympiets, Mohylew Widzów: 1490 Sędzia: Leandersson, Lindroos |
| 11 czerwca 201418:00 |          | 28:30(13:14) |         | Sport Complex Olympiets, Mohylew Widzów: 1490 Sędzia: Leandersson, Lindroos |

| 15 czerwca 201418:30 | Rumunia | 32:20(15:6) | Białoruś | Sala Sporturilor Lascăr Pană, Baia Mare Widzów: 2000 Sędzia: Hájek, Macho |
| 15 czerwca 201418:30 |         | 32:20(15:6) |          | Sala Sporturilor Lascăr Pană, Baia Mare Widzów: 2000 Sędzia: Hájek, Macho |

### Grupa 7
| 23 października 201319:30 | Niemcy | 32:27(18:11) | Rosja | Trier Arena, Trewir Widzów: 1480 Sędzia: Kurtagic, Wetterwik |
| 23 października 201319:30 |        | 32:27(18:11) |       | Trier Arena, Trewir Widzów: 1480 Sędzia: Kurtagic, Wetterwik |

| 27 października 201318:00 | Rosja | 29:28(13:11) | Niemcy | Sportkompleks Zwiezdnyj, Astrachań Widzów: 3000 Sędzia: Stark, Ștefan |
| 27 października 201318:00 |       | 29:28(13:11) |        | Sportkompleks Zwiezdnyj, Astrachań Widzów: 3000 Sędzia: Stark, Ștefan |

| 26 marca 201419:00 | Rosja | 36:23(18:12) | Macedonia Północna | Pałac Sportu, Rostów nad Donem Widzów: 2200 Sędzia: Horváth, Márton |
| 26 marca 201419:00 |       | 36:23(18:12) |                    | Pałac Sportu, Rostów nad Donem Widzów: 2200 Sędzia: Horváth, Márton |

| 29 marca 201417:45 | Macedonia Północna | 24:31(9:18) | Rosja | SRC Kale, Skopje Widzów: 1300 Sędzia: Brunovský, Čanda |
| 29 marca 201417:45 |                    | 24:31(9:18) |       | SRC Kale, Skopje Widzów: 1300 Sędzia: Brunovský, Čanda |

| 11 czerwca 201417:45 | Macedonia Północna | 21:23(11:9) | Niemcy | SRC Kale, Skopje Widzów: 1500 Sędzia: Leszczynski, Piechota |
| 11 czerwca 201417:45 |                    | 21:23(11:9) |        | SRC Kale, Skopje Widzów: 1500 Sędzia: Leszczynski, Piechota |

| 14 czerwca 201412:30 | Niemcy | 31:16(14:5) | Macedonia Północna | GETEC Arena, Magdeburg Widzów: 7700 Sędzia: Olesen, Pedersen |
| 14 czerwca 201412:30 |        | 31:16(14:5) |                    | GETEC Arena, Magdeburg Widzów: 7700 Sędzia: Olesen, Pedersen |